# Alexander Richardson
Alexander Whitmore Colquhoun Richardson (Gerrards Cross, 11 de mayo de 1887-Lymington, 22 de julio de 1964) fue un deportista británico que compitió en bobsleigh. Participó en los Juegos Olímpicos de Chamonix 1924, obteniendo una medalla de plata en la prueba cuádruple.

## Palmarés internacional
| Juegos Olímpicos | Juegos Olímpicos   | Juegos Olímpicos | Juegos Olímpicos |
| Año              | Lugar              | Medalla          | Prueba           |
| ---------------- | ------------------ | ---------------- | ---------------- |
| 1924             | Chamonix (Francia) | Medalla de plata | Cuádruple        |